# Marcílio Lisboa
Marcílio Lisboa (18 de março de 1961 – Recife, 21 de setembro de 2006) foi um cantor brasileiro.

## Biografia
Faleceu de ataque cardíaco aos 45 anos no dia 21 de setembro de 2006 na cidade do Recife. Foi responsável pelo projeto Pernambucanidade, iniciado no dia 16 de julho de 1991, que tem como objetivo a divulgação das atividades culturais e artísticas do estado de Pernambuco. Na tarde do dia 21 de setembro de 2006, por volta das 15 horas, quando se dirigia de sua casa, em Olinda, para a sede do Projeto Pernambucanidade, sentiu-se mal e foi levado para o hospital, mas faleceu antes do atendimento médico. Ele sofria de diabetes, insuficiência renal, pneumonia óssea e hepatite tipo C.
No ano de 2001, criou o prêmio Ágape de Pernambucanidade, em parceria com o Caxangá Ágape, tradicional confraria pernambucana, visando incentivar as ações em prol do estado.